# ألترا صوت
ألترا صوت (ultrasawt) هو موقع إعلامي عربي مُنوع، انطلق عام 2015، وتتبع له مجموعة من المواقع الفرعية في عدة دول عربية، منها فلسطين وتونس والعراق والجزائر والسودان. يهدفُ الموقع إلى توفير مساحة لقضايا الشباب العربي، ومتابعتها على مختلف مستوياتها وسياقاتها، حيثُ يعتمد المَوقع في محتواه على مساهمات مجموعةٍ واسعة من الشباب العربي في مُختلف البلدان. يعملُ في الموقع فريقٌ من الصحفيات والصحفيين والمختصين الشباب من مختلف الدول العربية.

## المواقع المحليّة
أطلقت شبكة الترا صوت عددًا من المواقع المحلية، والتي بلغ عددها حتى الآن خمسة مواقع فرعية، هي الترا تونس، والترا فلسطين، والترا عراق، والترا جزائر، ومؤخرًا تم إطلاق الموقع الفرعي الخامس، الترا سودان.
تعنى المواقع الفرعية المحلية لالترا صوت بمتابعة كافة الأخبار المحلية في الدول التي تعمل بها، عبر شبكة من الكتاب والصحفيين والكتاب المتطوعين. هذا بالإضافة إلى تقديم موادّ مرئيّة محليّة على قنواتها على يوتيوب.